# Cybopella
Cybopella is een geslacht van vliesvleugeligen uit de familie Pteromalidae. De wetenschappelijke naam van dit geslacht is voor het eerst geldig gepubliceerd in 1988 door Boucek.

## Soorten
Het geslacht Cybopella omvat de volgende soorten:
- Cybopella eucalypti Boucek, 1988
- Cybopella tasmanica Boucek, 1988